# I Care 4 U (singel)
"I Care 4 U" − czwarty i finałowy singel promujący trzeci studyjny album amerykańskiej piosenkarki Aaliyah zatytułowany, po prostu, Aaliyah. Autorami kompozycji są Missy Elliott i Timbaland, a sam utwór wydano rok po śmierci Aaliyah, która nastąpiła w sierpniu 2001 roku.
"I Care 4 U" jako singel trafił na półki jedynie amerykańskich sklepów muzycznych. W Europie stał się przebojem rhytm and bluesowych stacji radiowych.

## Pozycje na listach przebojów
| Notowanie                            | Najwyższa pozycja |
| ------------------------------------ | ----------------- |
| U.S. Billboard Hot 100               | 16                |
| U.S. Billboard Hot R&B/Hip-Hop Songs | 3                 |
| U.S. Billboard Rhythmic Top 40       | 30                |